# بوفالو سیتی (آرکانزاس)
بوفالو سیتی (به انگلیسی: Buffalo City) یک منطقهٔ مسکونی در ایالات متحده آمریکا است که در شهرستان بکستر، آرکانزاس واقع شده‌است. بوفالو سیتی ۱۳۷ متر بالاتر از سطح دریا واقع شده‌است.